# Сахончик, Алесь Дмитриевич
Але́сь Дми́триевич Сахо́нчик (бел. Алесь Дзмітрыевіч Сахончык; род. 16 апреля 2006 года, Минск, Беларусь) — белорусский футболист, полузащитник клуба БАТЭ.

## Клубная карьера
Воспитанник академии БАТЭ, в 2023 году переведён в состав резервной команды. В том же сезоне начал привлекаться к тренировкам за основную команду клуба. Дебютировал 28 июня в гостевом матче Кубка Беларуси против «Миор», заменив на 60-й минуте Валерия Громыко и отдав две голевые передачи (по одной на Артёма Концевого и Дениса Лаптева), внеся свой вклад в крупнейшую победу в истории клуба. Перед сезоном 2024 БАТЭ-2 присоединился к Первой лиге. Во втором белорусском дивизионе Сахончик дебютировал 14 апреля в гостевом матче против «Молодечно-2018». Первым результативным действиям отметился 20 апреля в игре с «Островцом», отдав голевую передачу. Первый гол забил 13 апреля 2025 года в ворота «Осиповичей». В том же сезоне начал привлекаться к играм за основную команду клуба. Дебютировал 1 августа в домашнем матче против «Витебска», выйдя в стартовом составе.

## Карьера в сборной
Неоднократно вызывался в юношеские сборные Беларуси разных возрастов. За сборную до 17 лет дебютировал 13 сентября 2022 года в товарищеской гостевой игре против сборной Узбекистана, выйдя в стартовом составе и забив гол. В составе сборной принимал участие в квалификации к Евро 2023.